# Yanina Wickmayer
Yanina Wickmayer (Lier, Bélgica, 20 de octubre de 1989) es una tenista profesional belga. Empezó a jugar como profesional en 2004. Ha ganado 5 torneos individuales y 2 de dobles de la WTA.

## Biografía
Su padre es Marc Wickmayer, de origen austriaco, y su madre Daniella Dannevoye, que falleció de cáncer cuando Yanina tenía 9 años. A la edad de 13 años perdió a un medio hermano. Su nombre Yanina está inspirado en el nombre de la hija del futbolista argentino Diego Armando Maradona, ya que sus padres eran admiradores de él.
Yanina habla neerlandés, inglés y francés. Personalmente admira a Kim Clijsters.

## Títulos WTA (9; 5+4)

### Individual (5)
| Leyenda                                        |
| ---------------------------------------------- |
| Grand Slam (0)                                 |
| Juegos Olímpicos (0)                           |
| WTA Finals (0)                                 |
| WTA Elite Trophy (0)                           |
| Tier I, P. Mandatory & Premier 5, WTA 1000 (0) |
| Tier II, Premier, WTA 500 (0)                  |
| Tier III & IV, International, WTA 250 (5)      |

| No. | Fecha                    | Torneo                | Superficie    | Oponente en la final | Resultado     |
| 1.  | 8 de mayo de 2009        | Estoril               | Tierra batida | Yekaterina Makarova  | 7-5, 6-2      |
| 2.  | 18 de octubre de 2009    | Linz                  | Dura (i)      | Petra Kvitová        | 6-3, 6-4      |
| 3.  | 9 de enero de 2010       | Auckland              | Dura          | Flavia Pennetta      | 6-3, 6-2      |
| 4.  | 20 de septiembre de 2015 | Tokio (International) | Dura          | Magda Linette        | 4-6, 6-3, 6-3 |
| 5.  | 24 de julio de 2016      | Washington            | Dura          | Lauren Davis         | 6-4, 6-2      |

#### Finalista (6)
| No. | Fecha               | Torneo           | Superficie    | Oponente en la final | Resultado           |
| 1.  | 9 de junio de 2008  | Birmingham       | Hierba        | Kateryna Bondarenko  | 6-7(7), 6-3, 6-7(4) |
| 2.  | 20 de junio de 2009 | 's-Hertogenbosch | Hierba        | Tamarine Tanasugarn  | 3-6, 5-7            |
| 3.  | 8 de enero de 2011  | Auckland         | Dura          | Gréta Arn            | 3-6, 3-6            |
| 4.  | 15 de enero de 2012 | Hobart           | Dura          | Mona Barthel         | 1-6, 2-6            |
| 5.  | 17 de junio de 2012 | Bad Gastein      | Tierra batida | Alizé Cornet         | 5-7, 6-7(1)         |
| 6.  | 6 de enero de 2013  | Auckland         | Dura          | Agnieszka Radwańska  | 4-6, 4-6            |

### Dobles (4)
| Leyenda                                        |
| ---------------------------------------------- |
| Grand Slam (0)                                 |
| Juegos Olímpicos (0)                           |
| WTA Finals (0)                                 |
| WTA Elite Trophy (0)                           |
| Tier I, P. Mandatory & Premier 5, WTA 1000 (0) |
| Tier II, Premier, WTA 500 (0)                  |
| Tier III & IV, International, WTA 250 (3)      |

| No. | Fecha                    | Torneo     | Superficie | Pareja              | Oponentes en la final              | Resultado   |
| 1.  | 20 de octubre de 2013    | Luxemburgo | Dura       | Stephanie Vogt      | Kristina Barrois Laura Thorpe      | 7-6(2), 6-4 |
| 2.  | 23 de julio de 2016      | Washington | Dura       | Monica Niculescu    | Shuko Aoyama Risa Ozaki            | 6-4, 6-3    |
| 3.  | 25 de septiembre de 2022 | Seúl       | Dura       | Kristina Mladenovic | Asia Muhammad Sabrina Santamaria   | 6-3, 6-2    |
| 4.  | 30 de julio de 2023      | Varsovia   | Dura       | Heather Watson      | Weronika Falkowska Katarzyna Piter | 6-4, 6-4    |

#### Finalista (2)
| No. | Fecha                    | Torneo           | Superficie | Pareja             | Oponentes en la final         | Resultado         |
| 1.  | 19 de junio de 2009      | 's-Hertogenbosch | Hierba     | Michaella Krajicek | Sara Errani Flavia Pennetta   | 4-6, 7-5, [11-13] |
| 2.  | 15 de septiembre de 2019 | Zhengzhou        | Dura       | Tamara Zidanšek    | Nicole Melichar Květa Peschke | 1-6, 6-7(2)       |

## Clasificación en torneos del Grand Slam

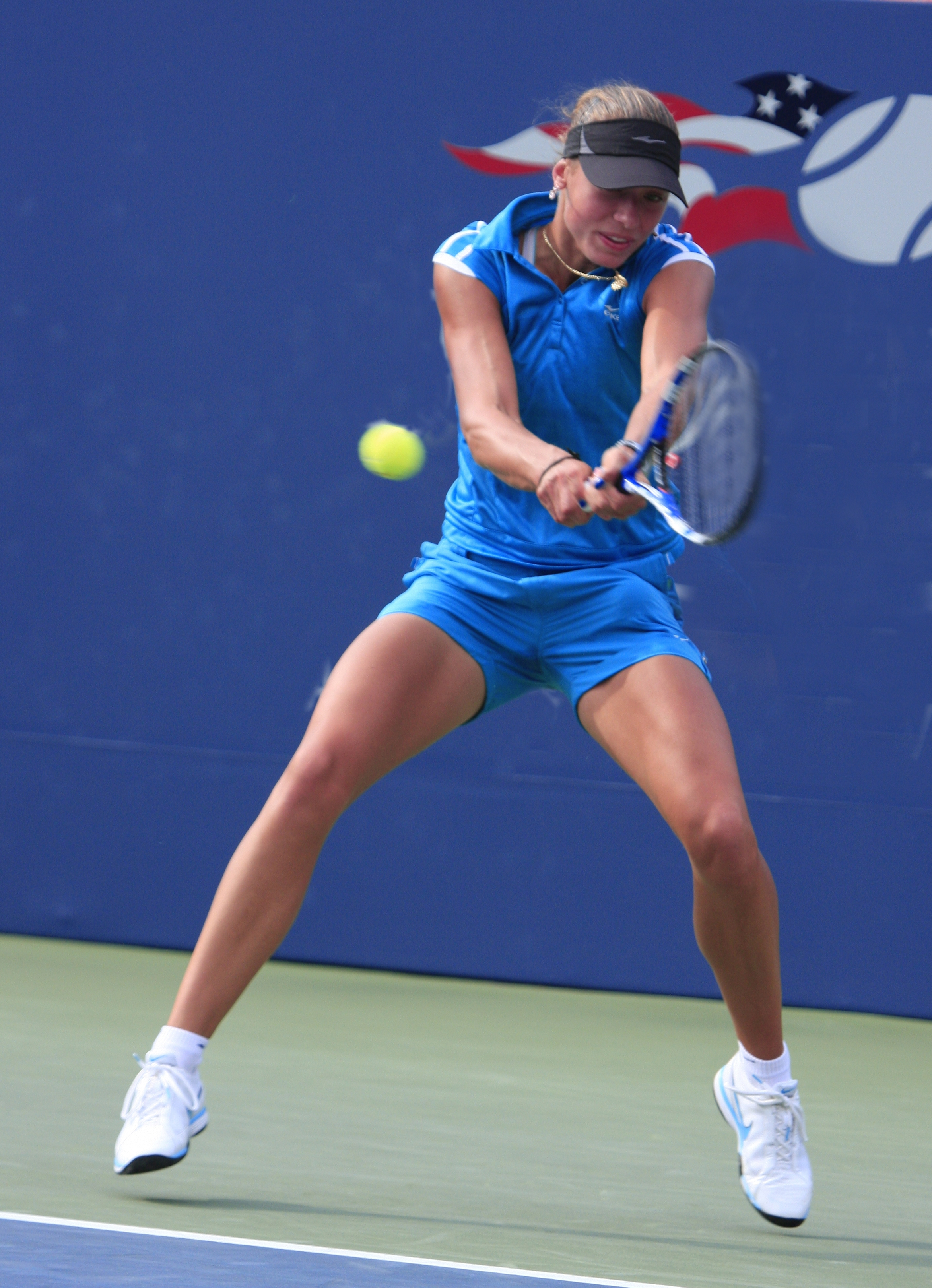
Yanina Wickmayer en el Abierto de Estados Unidos 2009

### Individuales
| Torneo               | 2008 | 2009 | 2010 | 2011 | 2012 | 2013 | 2014 | 2015 | G-P  | Títulos |
| -------------------- | ---- | ---- | ---- | ---- | ---- | ---- | ---- | ---- | ---- | ------- |
| Abierto de Australia | Q2   | 1R   | 4R   | 2R   | 1R   | 3R   | 2R   | 4R   | 10-7 | 0       |
| Roland Garros        | 1R   | 2R   | 3R   | 3R   | 1R   | 1R   | 2R   | 1R   | 6-8  | 0       |
| Wimbledon            | 1R   | 1R   | 3R   | 4R   | 3R   | 1R   | 2R   | 1R   | 8-8  | 0       |
| Abierto de EE. UU.   | 1R   | SF   | 4R   | 2R   | 2R   | 1R   | 1R   | 2R   | 11-8 | 0       |

### Dobles
| Torneo               | 2008 | 2009 | 2010 | 2011 | 2012 | 2013 | 2014 | 2015 | G-P | Títulos |
| -------------------- | ---- | ---- | ---- | ---- | ---- | ---- | ---- | ---- | --- | ------- |
| Abierto de Australia | -    | 1R   | 2R   | 1R   | -    | 2R   | 1R   | 1R   | 2-6 | 0       |
| Roland Garros        | 1R   | 1R   | -    | -    | 1R   | -    | 1R   | 1R   | 0-5 | 0       |
| Wimbledon            | -    | 2R   | 1R   | -    | 1R   | 2R   | 1R   | -    | 2-5 | 0       |
| Abierto de EE. UU.   | 1R   | 1R   | 1R   | -    | -    | 1R   | 1R   | -    | 0-5 | 0       |